# 福森白洋
福森 白洋（ふくもり はくよう、本名：憲一、1887年10月20日 - 1942年3月3日）は、日本の写真家。芸術写真系統を代表する人物のひとり。

## 経歴等
高知県香美郡赤岡町に生まれる。高知商業学校卒業（1904年）。
英語を生かして、大阪商船、米井商店、中島商会などで、それぞれ貿易に携わった。
1910年代後半に写真を始め、1921年に、浪華写真倶楽部に入会。1922年には、米谷紅浪らとともに、天弓会を結成。浪華写真倶楽部にとって、昭和戦前期における代表的な会員であり、小林鳴村など後進を多く育てた。
作品としては、ブロムオイル印画法による芸術写真が主ではあり（中でも特に風景写真）、ブロムオイル印画の名手とも言われた。さらにそれにとどまらず、1930年代には、新興写真、たとえばフォトグラム作品なども制作している。
1930年（1929年との文献もあり）には、コダック・ジャパンに入社し、宣伝部長として、撮影会や講演会などを企画した。しかし、その活動に時間を取られたため、実作品制作からは遠ざかることになった。
また、1930年代には、アサヒカメラ、カメラクラブ、フォトタイムス、写真文化（雑誌）などに、論文等を掲載した。
1941年には、「日本写真感光材料統制」を設立。
1942年3月3日に、肺炎で死去。

## 日本における展覧会
福森白洋を単独で紹介した写真展は、2012年現在のところ次のものだけである。
- 大正のロマン・ブロムオイルの世界 福森白洋 作品回顧（1987年）

福森白洋の作品を含む展覧会には、以下のような例がある。
- 日本のピクトリアリズム　風景へのまなざし（東京都写真美術館、1992年）
- 日本の写真・第1部（東京都写真美術館、1996年）
- 日本写真史展（ヒューストン美術館、2005年）